# Cantó de Larmont
El cantó de Larmont és un cantó francès del departament de la Gironda, situat al districte de Bordeus. Té 4 municipis i el cap és Larmont.

## Municipis
- Ambés
- Bassens
- Larmont
- Sent Loís de Montferrand

## Història
| Data d'elecció                           | Identitat        | Partit | Qualitat |
| ---------------------------------------- | ---------------- | ------ | -------- |
| 1982-1988                                | Maurice Belleaud | PS     |          |
| 1988-                                    | Jean Touzeau     | PS     |          |
| les dades anteriors no són pas conegudes |                  |        |          |
|                                          |                  |        |          |

## Demografia
| 1962   | 1968   | 1975   | 1982   | 1990   | 1999   | 2006   |
| ------ | ------ | ------ | ------ | ------ | ------ | ------ |
| 12.411 | 19.023 | 28.475 | 31.560 | 32.438 | 33.009 | 32.556 |